# Hans Malmberg (militär)
Hans Gustaf Malmberg, född 16 juli 1875 i Nyköping, död 19 november 1957 i Karlskrona, var en svensk militär (överste).

## Biografi
Malmberg avlade studentexamen i Nyköping 1893 och officersexamen 1896. Han studerade vid Artilleri- och ingenjörhögskolan 1900, genomgick Artilleri- och ingenjörhögskolans högre kurs 1902 och studerade vid Bergshögskolan 1903. Malmberg var assisterande högre chef för Nordiska Artilleriverkstäderna 1905-1908. Han blev underlöjtnant vid Karlskrona artillerikår 1896, löjtnant 1898, löjtnant vid kustartilleriet 1902, kapten 1904, major 1919 och överstelöjtnant 1924. Malmberg var kommendant i Älvsborgs fästning och chef för Älvsborgs kustartillerikår 1924. Han blev överstelöjtnant vid kustartilleriet 1925, var tillförordnad chef för Vaxholms kustartilleriregemente (KA 1) 1925 och stabschef hos chefen för kustartilleriet 1926. Marlmberg blev därefter överste vid kustartilleriet 1929, var chef för Karlskrona kustartilleriregemente (KA 2) 1929, artilleribefälhavare i Karlskrona fästning 1929-1935 och försattes i reserven 1935. Han avgick ur krigstjänstgöring 1945. Malmberg var verkställande direktör vid Karlskrona porslinsfabrik 1938-1942 och ordförande i Karlskrona jaktklubb från 1935. Han invaldes som ledamot av Kungliga Krigsvetenskapsakademien 1928 och ledamot av Kungliga Örlogsmannasällskapet 1919.
Malmberg var son till landsfiskal August Malmberg och Emelie Strandberg. Han  gifte sig 1913 med Brita André (född 1893), som var dotter till grosshandlaren August André och Oskara Kindborg samt syster till Sture André, Makarna Malmberg hade sönerna Jan (född 1915) och Clas (född 1918).

## Utmärkelser
Malmbergs utmärkelser:
- Kommendör av 1. klass av Svärdsorden (KSO1kl)
- Riddare av Vasaorden (RVO)
- Riddare av Franska Hederslegionen (RFrHL)